# 雙重功能
雙重功能，或翻譯「雙職能」、「雙重職能」或「雙重使命」，是隨著蘇卡諾倒台而成立的蘇哈托印尼軍事獨裁「新秩序」政府實踐的理論，即軍隊不僅應在國防方面，也應在政治方面發揮主導作用。「雙重功能」替軍方提供正當性，使軍方增強對印尼政府影響力，包括議會中給軍方的保留席位，以及在政府中的高階職位。

## 起源
1949年主权移交后，军队接受了文官统治。 然而，随着政治制度的弱点日益明显，軍官们越来越觉得有责任参与政治，以"拯救国家"。 1957年，宣布戒严后，軍隊擴張其角色到政治、经济和行政领域。
在解除戒严之后，陆军参谋长納蘇蒂安热衷于繼續擴大軍隊扮演的角色，故发展了「中间道路」的概念，即陆军既不试图夺取权力，但也不保持行政中立。
1966年8月25日至31日，高级军官和100多名来自陸軍指揮參謀學院(SESKOAD)的参与者，举行了第二次陆军研讨会。該會修改了過度受共產主義影響的軍隊理論。新的理論规定了陆军的非军事职能，即「参与人民在意識形態、政治、经济和社会文化领域的一切活动」
會議编写了一份题为〈军队对安培拉內閣的思想建言〉的文件，包括两个部分:
1. 政治稳定计划
2. 经济稳定计划[4]

## 执行情况
军队利用「雙重功能」和「新秩序」的政治工具專業集團渗入印尼社会的各个阶层，这个现象在1990年代达到顶峰。苏哈托执政期间，军官在印尼各级政府担任要职，包括内阁成员、高级司法人员、大使、省长、市长、国有企业高层等。前总统苏西洛·班邦·尤多约诺也是前军官。